# Przesyłka konduktorska
Przesyłka konduktorska − rodzaj przesyłek, których przewóz obsługuje przewoźnik kolejowy za pomocą pociągów pasażerskich. Paczki są przyjmowane i wydawane u kierownika pociągu podczas postoju na stacji, a ich przewóz odbywa się w przedziale służbowym. Za dodatkową opłatą nadanie lub odbiór przesyłki może zostać zrealizowane przez stacjonarne punkty przesyłek konduktorskich znajdujące się na wybranych stacjach. Tam też trafiają przesyłki, które nie zostały odebrane z pociągu pomimo braku dodatkowej opłaty.